# El Programa de Aventuras y Comedia del Hombre Plástico

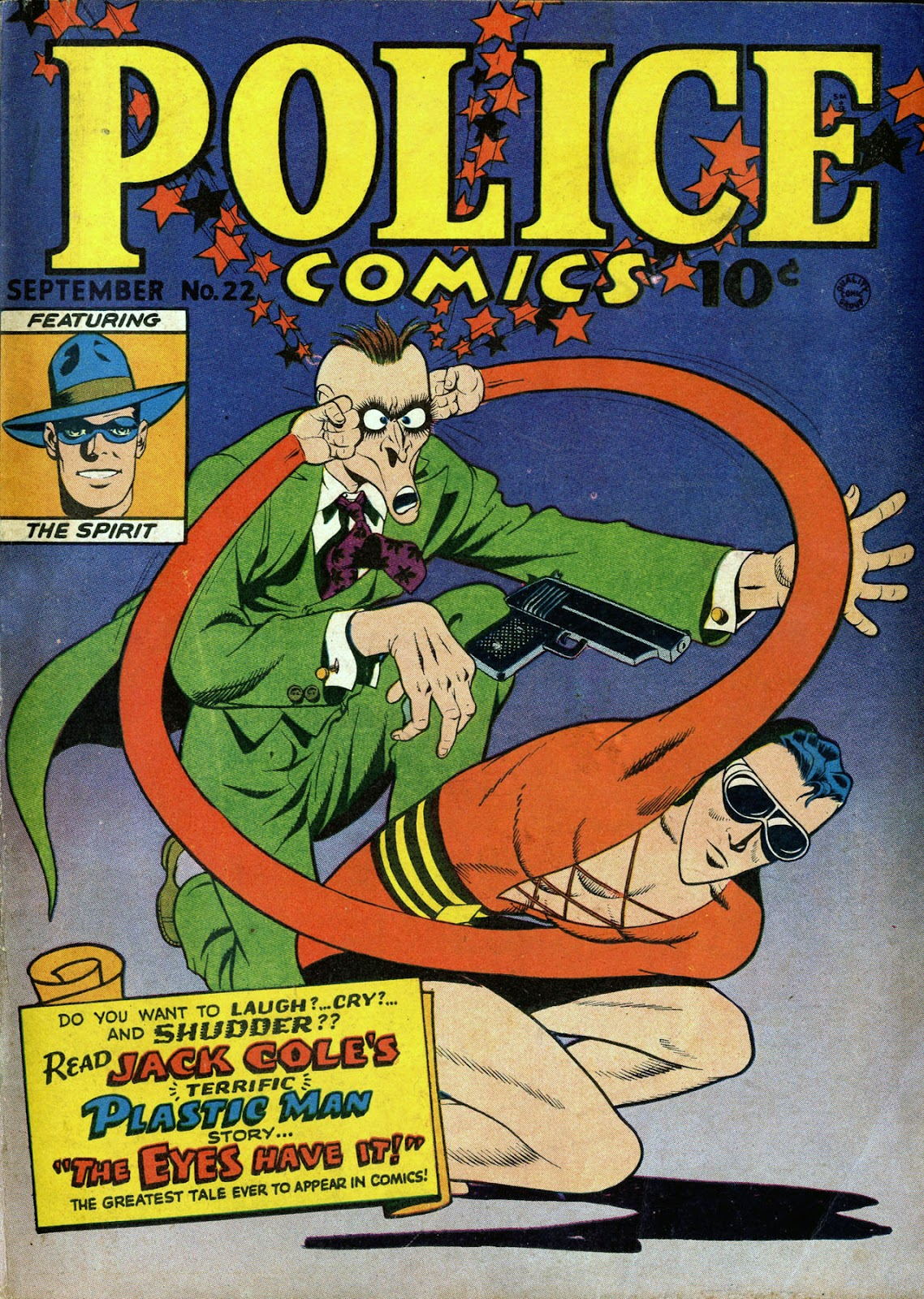
Portada del cómic para el tomo #22 de la revista Police Comics

El Programa de Aventuras y Comedia del Hombre Plástico es una serie animada de televisión producida por Ruby-Spears desde 1979 a 1981; mostrando ser una serie derivada de Súper Amigos de Hanna-Barbera para ABC, así como la serie animada Superman, también dirigida por Ruby-Spears. La serie cuenta las diversas aventuras del superhéroe de DC Comics, Plastic Man. El espectáculo cuenta con muchas aventuras, en diferentes segmentos, de los familiares o amigos de este personaje. En 1984 fue retransmitido por Arlington Television con 130 episodios de media hora para todos los días. La serie fue producida y dirigida por Steve Whiting y contó con una acción en vivo llamada "Plastic Man", interpretado por Taylor Marks.

## Historia
Plastic Man, su novia Penny, y su compañero polinesiano Hula-Hula viajan por todo el mundo y reciben sus misiones de la Jefa para detener cualquier amenaza para el mundo. Plastic Man a menudo conserva su sentido del humor incluso en situaciones peligrosas. En los primeros episodios Penny muestra su odio en Plastic Man, que opta por ignorarlo como él mismo se siente atraído por la Jefa. Sin embargo, en la segunda temporada, ambos fortalecieron sus amistades hasta tal punto que Plastic Man mostró tener sentimientos por Penny, al igual quella a él, y los dos se casaron. Ambos tuvieron un hijo con los mismos poderes que Plastic Man y genera una serie de episodios, más ligeros, con "Baby Plas" como salvar a sus amigos de los matones del barrio.
- Datos: Q7757402